# Rollin Feitshans
Frederick Rollin Feitshans (Illinois, 4 marzo 1881 – Los Angeles, 11 gennaio 1952) è stato un tennista statunitense.
Disputò il torneo di singolare di tennis ai Giochi olimpici di Saint Louis 1904, in cui fu sconfitto agli ottavi da Neely.